# Barbara Frost
Dame Barbara Mary Frost, DBE (nascida em 1952) é uma executiva de caridade aposentada britânica. De 2005 a 2017, ela foi Diretora Executiva (CEO) da WaterAid. Anteriormente, ela havia sido CEO da Action on Disability and Development e havia trabalhado para a ActionAid, Save the Children e Oxfam.

## Honras
Nas homenagens de aniversário da Rainha de 2017, Frost foi nomeada Dama Comandante da Ordem do Império Britânico (DBE) "por serviços de fornecimento de água potável, saneamento e higiene em países em desenvolvimento" e, portanto, recebeu o título de dama.